# 리지 브로슈레
리지 브로슈레(Lizzie Brocheré, 1985년 3월 22일 ~ )는 프랑스의 배우이다.

## 출연 작품
- 환상의 마로나 (2019)
- 카페 벨에포크 (2019)
- 링스 (2017)
- 폴링 워터 (2016)
- 풀 콘택트 (2015)
- 블러디 페이스 : 연쇄살인마 (2012)
- 애프터 폴, 윈터 (2011)
- 아메리칸 섹슈얼라이프 (2011)
- 슬립리스 나이트 (2011)
- 두 미 러브 (2011)
- 더 빈트너스 럭 (2009)
- 뗄르망 프로쉬 (2009)
- 프렌치 필름 (2008)
- 웨딩 송 (2008)
- 원 투 어나더 (2006)